# Distrikt La Jalca
Der Distrikt La Jalca liegt in der Provinz Chachapoyas der Region Amazonas im Norden Perus. Die Distriktfläche beträgt 125 km². Die Einwohnerzahl lag beim Zensus 2017 bei 3978. Im Jahr 1993 lag diese noch bei 5397, im Jahr 2007 bei 5344.
Dort, wo sich La Jalca befindet, sollte zuerst die Stadt Chachapoyas errichtet werden, wurde dann aber wegen der klimatisch besseren Bedingungen weiter nördlich errichtet. Schon lange vor der spanischen Besiedlung war La Jalca der Ort einer Siedlung der Kultur der Chachapoya, deren Rundbauten man noch heute rund um La Jalca finden kann.
Auch gibt es in La Jalca ein Museum, in dem man nicht nur verschiedene Ausgrabungsobjekte finden kann, sondern auch einige Erläuterungen über die traditionelle Landwirtschaft.
Traditionell wird in La Jalca Chachapoyas-Quechua gesprochen, doch herrscht inzwischen das Spanische vor.

## Geographische Lage
Im Norden grenzt der Distrikt La Jalca an den Distrikt Magdalena, im Osten an die Distrikte Cochamal und Limabamba, im Süden an den Distrikt Mariscal Castilla und im Westen an die Distrikte Santo Tomas und Tingo.

Brunnen und Polizeistation auf der Plaza von La Jalca.

## Dörfer und Gehöfte im Distrikt La Jalca
- Achupa
- Alonso de Alvarado
- Buena Vista
- Bulquil
- Cajshej
- Calatij
- Canguillo
- Cashlon
- Caulingas
- Chacango
- Cuanche
- Cuchcat
- Cueyqueta
- Cuito
- Culluna
- El Puente
- Huacas
- Justamante
- La Jalca
- Lamilan
- Lojshol
- Lopetranca
- Loquin
- Monstij
- Nuevo Huacas
- Nuevo Progreso
- Pachaj
- Pengote
- Polte Yacu
- Ponga
- Potquin
- Quelucas
- Quillunya
- Quimbaleran
- Quishual
- Ramos Pampa
- Samana
- San Pedro Cruz
- Shihual
- Shojme
- Shutuj
- Singache
- Teneria
- Timbuj
- Tiolomo
- Toche
- Tolape
- Ubildon
- Ushquita
- Ventanilla
- Yerba Buena
- Yumal
- Yumpe
- Zetenas
- Zuta